# Isabeau (Oper)
Isabeau ist der Name einer Oper von Pietro Mascagni aus dem Jahre 1911. Das Libretto der „leggenda drammatica“ in drei Akten stammt von Luigi Illica. Die Uraufführung fand am 2. Juni 1911 in Buenos Aires statt und wurde von Mascagni selbst dirigiert. Als Inspiration diente die Geschichte von Lady Godiva.

## Handlung
König Raimondo will seine Tochter, die keusche Prinzessin Isabeau, verheiraten. Dazu veranstaltet er ein „Turnier der Liebe“, bei dem die teilnehmenden Ritter ihre Liebe gewinnen sollen – nicht durch die Kunst der Waffen, sondern durch „Worte der Werbung und Blicke der Sehnsucht“. Isabeau lehnt jedoch alle Ritter ab und wird dabei von Folco beobachtet. Der ist in die Stadt gekommen, um sie zu sehen, denn er hat von Isabeau geträumt.
Der König bestraft seine ungehorsame Tochter: Sie muss um zwölf Uhr mittags nackt durch die Stadt reiten, schutzlos der Sonne und der Beleidigung ausgesetzt. Die Bevölkerung ist gegen den König wegen dieser Erniedrigung seiner Tochter aufgebracht und lehnt es aus Respekt ab, der Prinzessin dabei zuzusehen. Die Menschen fordern vom König einen Erlass, jeden zu verurteilen und das Augenlicht zu nehmen, der es wagt, die Prinzessin bei diesem herabwürdigenden Ritt zu betrachten.
In Unwissenheit dieses Erlasses sieht Folco die Prinzessin versehentlich an und wird verhaftet. Als Isabeau ihn im Gefängnis besucht, verliebt sie sich in ihn und bittet ihren Vater um Gnade. Cornelius, der Minister des Königs, hetzt jedoch die Bevölkerung auf, bis diese sich zu einer Meute zusammenschließt und den Falkner in einem Akt der Selbstjustiz tötet. Am Ende nimmt sich Isabeau über dem Körper des sterbenden Folco selbst ihr Leben.

## Rezeption
Nach der Uraufführung 1911 war die Oper zunächst sehr populär und inspirierte eine ganze Reihe von großen Opern nach Legenden mit großem Orchester, am bekanntesten Turandot (1926). Von Mascagnis Opern hat heute nur noch Cavalleria rusticana einen festen Platz im Repertoire. Auch Isabeau wird nur sehr selten gespielt, wie 2011 am Staatstheater Braunschweig. Bei den International Opera Awards 2019 war die Inszenierung im Sommeropernprogramm der Opera Holland Park im Londoner Holland Park in der Kategorie Rediscovered Work nominiert.